# Omluvenka
Omluvenka je potvrzení dokládající důvod nepřítomnosti. Většinou mívá písemnou formu, v některých případech může postačovat případně též forma ústní. Omluvenka například může být typická pro školní vyučování, ústní jednání v soudním či správním řízení nebo v jiných případech, kdy je nutná účast dotyčného. Podle okolností jí vystavuje lékař, rodič nebo jiná k tomu oprávněná osoba.
V případě školství v Česku je za nezletilé žáky povinen dokládat důvody nepřítomnosti (absence) zákonný zástupce dítěte, tedy rodič, poručník, opatrovník, pěstoun, resp. osvojitel apod.; v případě zletilých žáků a studentů, tedy dospělých osob, jsou tito ze zákona povinni dokládat důvody své případné nepřítomnosti samostatně (např. potvrzením vystaveným od lékaře; někteří odborníci na vzdělávání se domnívají, že školy nejsou oprávněny požadovat po zákonných zástupcích nebo zletilých žácích potvrzení od lékaře při omlouvání nepřítomnosti. ).